# Рой Макай
Рой Макай (нід. Roy Makaay, нар. 9 березня 1975, Вейхен) — нідерландський футболіст, нападник. Після завершення ігрової кар'єри — футбольний тренер. Наразі тренує молодіжну команду клубу «Феєнорд».
Як гравець насамперед відомий виступами за клуб «Баварія», а також національну збірну Нідерландів.

## Клубна кар'єра
У дорослому футболі дебютував 1993 року виступами за команду «Вітесс», в якій провів чотири сезони, взявши участь у 109 матчах чемпіонату.
Згодом, з 1997 по 2003 рік, грав у складі клубів «Тенерифе» та «Депортіво». Протягом цих років виборов титул чемпіона Іспанії, ставав володарем Кубка Іспанії та володарем Суперкубка Іспанії (двічі).
Своєю грою за останню команду привернув увагу представників тренерського штабу «Баварії», до складу якої приєднався 2003 року. Відіграв за мюнхенський клуб наступні чотири сезони своєї ігрової кар'єри. Більшість часу, проведеного у складі мюнхенської «Баварії», був основним гравцем атакувальної ланки команди. У складі мюнхенської «Баварії» був одним з головних бомбардирів команди, маючи середню результативність на рівні 0,6 голу за гру першості. За цей час додав до переліку своїх трофеїв два титули чемпіона Німеччини, а також двічі ставав володарем Кубка Німеччини. За «Баварію» голландець забив найшвидший гол в історії Ліги чемпіонів УЄФА. Це відбулося через 10,12 секунд 1/8 фіналу Ліги чемпіонів 2006—2007 у матчі з найтитулованішим клубом цього турніру мадридським «Реалом». «Реал» почав з центру поля, Фернандо Гаго зробив пас на Роберто Карлоса. Бразилець невдало прийняв передачу, м'яч дістався Хасану Саліхаміджичу, той відпасував на Роя Макая, який переправив м'яч в сітку воріт суперника.
Завершив професійну ігрову кар'єру у клубі «Феєнорд», за який виступав протягом 2007–2010 років, але за весь час здобув лише титул володаря Кубка Нідерландів.

## Виступи за збірну
1996 року дебютував в офіційних матчах у складі національної збірної Нідерландів. Протягом кар'єри у національній команді, яка тривала 10 років, провів у формі головної команди країни 43 матчі, забивши 6 голів.
У складі збірної був учасником чемпіонату Європи 2000 року у Бельгії та Нідерландах, чемпіонату Європи 2004 року у Португалії.

## Кар'єра тренера
Розпочав тренерську кар'єру відразу ж по завершенні кар'єри гравця, 2011 року як тренер молодіжної команди клубу «Феєнорд», в якому Рой Макай працює і досі.

## Статистика виступів

### Статистика клубних виступів
| Сезон                 | Команда               | Чемпіонат             | Чемпіонат | Чемпіонат | Національний кубок | Національний кубок | Національний кубок | Єврокубки | Єврокубки | Єврокубки | Інші змагання | Інші змагання | Інші змагання | Усього | Усього |
| Сезон                 | Команда               | Ліга                  | Ігор      | Голів     | Ліга               | Ігор               | Голів              | Ліга      | Ігор      | Голів     | Ліга          | Ігор          | Голів         | Ігор   | Голів  |
| --------------------- | --------------------- | --------------------- | --------- | --------- | ------------------ | ------------------ | ------------------ | --------- | --------- | --------- | ------------- | ------------- | ------------- | ------ | ------ |
| 1993-94               | «Вітесс»              | ЕД                    | 10        | 1         | КН                 | —                  | —                  | —         | —         | —         | —             | —             | —             | 10     | 1      |
| 1994-95               | «Вітесс»              | ЕД                    | 34        | 11        | КН                 | —                  | —                  | —         | —         | —         | —             | —             | —             | 34     | 11     |
| 1995-96               | «Вітесс»              | ЕД                    | 31        | 11        | КН                 | —                  | —                  | -         | -         | -         | -             | -             | -             | 31     | 11     |
| 1996-97               | «Вітесс»              | ЕД                    | 34        | 19        | КН                 | 5                  | 3                  | -         | -         | -         | -             | -             | -             | 39     | 22     |
| Усього за «Вітесс»    | Усього за «Вітесс»    | Усього за «Вітесс»    | 109       | 42        |                    | 5                  | 3                  |           | —         | —         |               | -             | -             | 109    | 42     |
| 1997-98               | «Тенерифе»            | ПД                    | 36        | 7         | КІ                 | —                  | —                  | —         | —         | —         | —             | —             | —             | 36     | 7      |
| 1998-99               | «Тенерифе»            | ПД                    | 36        | 14        | КІ                 | —                  | —                  | —         | —         | —         | —             | —             | —             | 36     | 14     |
| Усього за «Тенерифе»  | Усього за «Тенерифе»  | Усього за «Тенерифе»  | 72        | 21        |                    | —                  | —                  |           | —         | —         |               | -             | -             | 72     | 21     |
| 1999-00               | «Депортіво»           | ПД                    | 36        | 22        | КІ                 | 2                  | 1                  | КУЄФА     | 3         | 3         | —             | —             | —             | 41     | 26     |
| 2000-01               | «Депортіво»           | ПД                    | 29        | 16        | КІ                 | —                  | —                  | ЛЧ        | 6         | 1         | —             | —             | —             | 35     | 17     |
| 2001-02               | «Депортіво»           | ПД                    | 30        | 12        | КІ                 | 2                  | 1                  | ЛЧ        | 9         | 1         | —             | —             | —             | 41     | 14     |
| 2002-03               | «Депортіво»           | ПД                    | 38        | 29        | КІ                 | 5                  | 1                  | ЛЧ        | 11        | 9         | —             | —             | —             | 54     | 39     |
| Усього за «Депортіво» | Усього за «Депортіво» | Усього за «Депортіво» | 133       | 79        |                    | 9                  | 3                  |           | 29        | 14        |               | -             | -             | 171    | 96     |
| 2003-04               | «Баварія»             | БЛ                    | 32        | 23        | CG                 | 4                  | 2                  | ЛЧ        | 8         | 6         | —             | —             | —             | 44     | 31     |
| 2004-05               | «Баварія»             | БЛ                    | 33        | 22        | CG                 | 5                  | 5                  | ЛЧ        | 8         | 7         | —             | —             | —             | 46     | 34     |
| 2005-06               | «Баварія»             | БЛ                    | 31        | 17        | CG                 | 5                  | 0                  | ЛЧ        | 8         | 2         | —             | —             | —             | 44     | 19     |
| 2006-07               | «Баварія»             | БЛ                    | 33        | 16        | CG                 | 3                  | 0                  | ЛЧ        | 8         | 2         | —             | —             | —             | 44     | 18     |
| Усього за «Баварію»   | Усього за «Баварію»   | Усього за «Баварію»   | 129       | 78        |                    | 17                 | 7                  |           | 32        | 17        |               | -             | -             | 178    | 102    |
| 2007-08               | «Феєнорд»             | ЕД                    | 28        | 13        | КН                 | 5                  | 7                  | —         | —         | —         | —             | —             | —             | 33     | 20     |
| 2008-09               | «Феєнорд»             | ЕД                    | 31        | 16        | КН                 | 3                  | 4                  | КУЄФА     | 6         | 0         | —             | —             | —             | 39     | 20     |
| 2009-10               | «Феєнорд»             | ЕД                    | 24        | 7         | КН                 | 4                  | 3                  | —         | —         | —         | —             | —             | —             | 28     | 10     |
| Усього за «Феєнорд»   | Усього за «Феєнорд»   | Усього за «Феєнорд»   | 83        | 36        |                    | 8                  | 12                 |           | 6         | 0         |               | -             | -             | 101    | 50     |
| Усього за кар'єру     | Усього за кар'єру     | Усього за кар'єру     | 526       | 256       |                    | 42                 | 26                 |           | 67        | 31        |               | -             | -             | 636    | 314    |

### Статистика виступів за збірну
| Дата       | Місто         | Господарі          | Результат | Гості                | Турнір                | Голи | Примітки |
| ---------- | ------------- | ------------------ | --------- | -------------------- | --------------------- | ---- | -------- |
| 05/10/1996 | Кардіфф       | Уельс              | 1 – 3     | Нідерланди           | Відбір до ЧС 1998     | -    |          |
| 04/06/1997 | Йоганнесбург  | ПАР                | 0 – 2     | Нідерланди           | товариський матч      | -    |          |
| 03/02/2000 | Амстердам     | Нідерланди         | 2 – 1     | Німеччина            | товариський матч      | -    |          |
| 29/03/2000 | Брюссель      | Бельгія            | 2 – 2     | Нідерланди           | товариський матч      | -    |          |
| 26/04/2000 | Арнем         | Нідерланди         | 0 – 0     | Шотландія            | товариський матч      | -    |          |
| 27/05/2000 | Амстердам     | Нідерланди         | 2 – 1     | Румунія              | товариський матч      | -    |          |
| 21/06/2000 | Амстердам     | Нідерланди         | 3 – 2     | Франція              | ЧЄ 2000 - 1-й етап    | -    |          |
| 25/06/2000 | Роттердам     | Нідерланди         | 6 – 1     | Сербія та Чорногорія | ЧЄ 2000 - чвертьфінал | -    |          |
| 15/11/2000 | Севілья       | Іспанія            | 1 – 2     | Нідерланди           | товариський матч      | -    |          |
| 28/02/2001 | Амстердам     | Нідерланди         | 0 – 0     | Туреччина            | товариський матч      | -    |          |
| 28/03/2001 | Порту         | Португалія         | 2 – 2     | Нідерланди           | Відбір до ЧС 2002     | -    |          |
| 02/06/2001 | Таллінн       | Естонія            | 2 – 4     | Нідерланди           | Відбір до ЧС 2002     | -    |          |
| 15/08/2001 | Лондон        | Англія             | 0 – 2     | Нідерланди           | товариський матч      | -    |          |
| 05/09/2001 | Ейндговен     | Нідерланди         | 5 – 0     | Естонія              | Відбір до ЧС 2002     | -    |          |
| 10/11/2001 | Копенгаген    | Данія              | 1 – 1     | Нідерланди           | товариський матч      | -    |          |
| 13/02/2002 | Амстердам     | Нідерланди         | 1 – 1     | Англія               | товариський матч      | -    |          |
| 27/03/2002 | Роттердам     | Нідерланди         | 1 – 0     | Іспанія              | товариський матч      | -    |          |
| 19/05/2002 | Бостон        | США                | 0 – 2     | Нідерланди           | товариський матч      | 1    |          |
| 16/10/2002 | Відень        | Австрія            | 0 – 3     | Нідерланди           | Відбір до ЧЄ 2004     | 1    |          |
| 20/11/2002 | Гельзенкірхен | Німеччина          | 1 – 3     | Нідерланди           | Відбір до ЧЄ 2004     | -    |          |
| 12/02/2003 | Амстердам     | Нідерланди         | 1 – 0     | Аргентина            | товариський матч      | -    |          |
| 29/03/2003 | Роттердам     | Нідерланди         | 1 – 1     | Чехія                | Відбір до ЧЄ 2004     | -    |          |
| 30/04/2003 | Ейндговен     | Нідерланди         | 1 – 1     | Португалія           | товариський матч      | -    |          |
| 20/08/2003 | Брюссель      | Бельгія            | 1 – 1     | Нідерланди           | товариський матч      | 1    |          |
| 11/10/2003 | Ейндговен     | Нідерланди         | 5 – 0     | Молдова              | Відбір до ЧЄ 2004     | -    |          |
| 15/11/2003 | Глазго        | Шотландія          | 1 – 0     | Нідерланди           | Відбір до ЧЄ 2004     | -    |          |
| 18/02/2004 | Амстердам     | Нідерланди         | 1 – 0     | США                  | товариський матч      | -    |          |
| 31/03/2004 | Роттердам     | Нідерланди         | 0 – 0     | Франція              | товариський матч      | -    |          |
| 28/04/2004 | Ейндговен     | Нідерланди         | 4 – 0     | Греція               | товариський матч      | 1    |          |
| 29/05/2004 | Ейндговен     | Нідерланди         | 0 – 1     | Бельгія              | товариський матч      | -    |          |
| 01/06/2004 | Лозанна       | Нідерланди         | 3 – 0     | Фарерські острови    | товариський матч      | 1    |          |
| 05/06/2004 | Амстердам     | Нідерланди         | 0 – 1     | Ірландія             | товариський матч      | -    |          |
| 23/06/2004 | Брага         | Нідерланди         | 3 – 0     | Латвія               | ЧЄ 2004 - 1-й етап    | 1    |          |
| 26/06/2004 | Фару          | Нідерланди         | 0 – 0     | Швеція               | ЧЄ 2004 - чвертьфінал | -    |          |
| 30/06/2004 | Лісабон       | Португалія         | 2 – 1     | Нідерланди           | ЧЄ 2004 - півфінал    | -    |          |
| 18/08/2004 | Стокгольм     | Швеція             | 2 – 2     | Нідерланди           | товариський матч      | -    |          |
| 03/09/2004 | Утрехт        | Нідерланди         | 3 – 0     | Ліхтенштейн          | товариський матч      | -    |          |
| 08/09/2004 | Амстердам     | Нідерланди         | 2 – 0     | Чехія                | Відбір до ЧС 2006     | -    |          |
| 09/10/2004 | Скоп'є        | Північна Македонія | 2 – 2     | Нідерланди           | Відбір до ЧС 2006     | -    |          |
| 13/10/2004 | Амстердам     | Нідерланди         | 3 – 1     | Фінляндія            | Відбір до ЧС 2006     | -    |          |
| 17/11/2004 | Барселона     | Андорра            | 0 – 3     | Нідерланди           | Відбір до ЧС 2006     | -    |          |
| 09/02/2005 | Бірмінгем     | Англія             | 0 – 0     | Нідерланди           | товариський матч      | -    |          |
| 17/08/2005 | Роттердам     | Нідерланди         | 1 – 1     | Німеччина            | товариський матч      | -    |          |
| Усього     |               | Матчів             | 43        |                      | Голів                 | 6    |          |

## Титули і досягнення

### Командні
- Чемпіон Іспанії (1):

«Депортіво»: 1999-00
- Володар Кубка Іспанії (1):

«Депортіво»: 2001-02
- Володар Суперкубка Іспанії (2):

«Депортіво»: 2000, 2002
- Чемпіон Німеччини (2):

«Баварія»: 2004-05, 2005-06
- Володар Кубка Німеччини (2):

«Баварія»: 2004-05, 2005-06
- Володар Кубка німецької ліги (1):

«Баварія»: 2004
- Володар Кубка Нідерландів (1):

«Феєнорд»: 2007-08
- Бронзовий призер чемпіонату Європи:

 Нідерланди: 2000, 2004

### Особисті
- Володар Золотого бутсу УЄФА: 2003
- Найкращий бомбардир чемпіонату Іспанії: 2002-03